# Peterborough
Peterborough là một thành phố ở phía đông của nước Anh, với dân số ước tính 164.000 vào tháng 6 năm 2007. Đối với mục đích nghi lễ thì thành phố này thuộc hạt Cambridgeshire. Nằm 75 dặm (121 km) về phía bắc London, thành phố nằm bên sông Nene, chảy ra biển Bắc cách đó khoảng 30 dặm (48 km) về phía đông-bắc. Ga đường sắt là một dừng quan trọng trên bờ biển phía đông đường chính.
Địa hình địa phương bằng phẳng và thấp, và ở một số nơi nằm dưới mực nước biển. Các khu vực được gọi là Fens rơi về phía đông của Peterborough. Khu vực định cư của con người trong khu vực ngày có từ thời kỳ đồ đồng, như có thể thấy tại địa điểm khảo cổ Fen về phía đông của trung tâm thành phố hiện nay. Khu vực này cũng cho thấy bằng chứng của thời kỳ La Mã chiếm đóng. Thời kỳ Anglo-Saxon ở đây đã thiết lập một tu viện, sau đó được gọi là Medeshamstede, mà sau này trở thành Nhà thờ chính tòa Peterborough. Dân số tăng nhanh chóng sau sự xuất hiện của đường sắt trong thế kỷ XIX, và Peterborough đã trở thành một trung tâm công nghiệp, đặc biệt là ngành sản xuất gạch của nó.
Sau Thế chiến thứ hai, tăng trưởng được giới hạn cho đến khi chỉ định như là một thị xã mới trong những năm 1960. Dân số đang một lần nữa trải qua thời kỳ bùng nổ.